# خانه عدل
خانه عدل مربوط به دوره قاجار است و در دزفول، محله قدیمی مسجد واقع شده و این اثر در تاریخ ۱۷ اسفند ۱۳۸۱ با شمارهٔ ثبت ۷۵۶۶ به‌عنوان یکی از آثار ملی ایران به ثبت رسیده است.